# Vlag van Tremelo
De vlag van Tremelo werd door de gemeenteraad op 19 februari 1991 officieel vastgesteld als de gemeentelijke vlag van de Vlaams-Brabantse gemeente Tremelo. Op 1 oktober 1991 werd hij door het Bestuur van Vlaanderen bevestigd en uiteindelijk gepubliceerd op 4 januari 1995 in het officiële Belgisch Staatsblad.
Officieel wordt de vlag beschreven als:
Wit met een rode vierkante ruit, aan de broekzijde geplaatst en de randen rakend, beladen met het gemeentewapen.
De kleuren van de vlag zijn afkomstig op het gemeentewapen, dat ook op de vlag is afgebeeld.

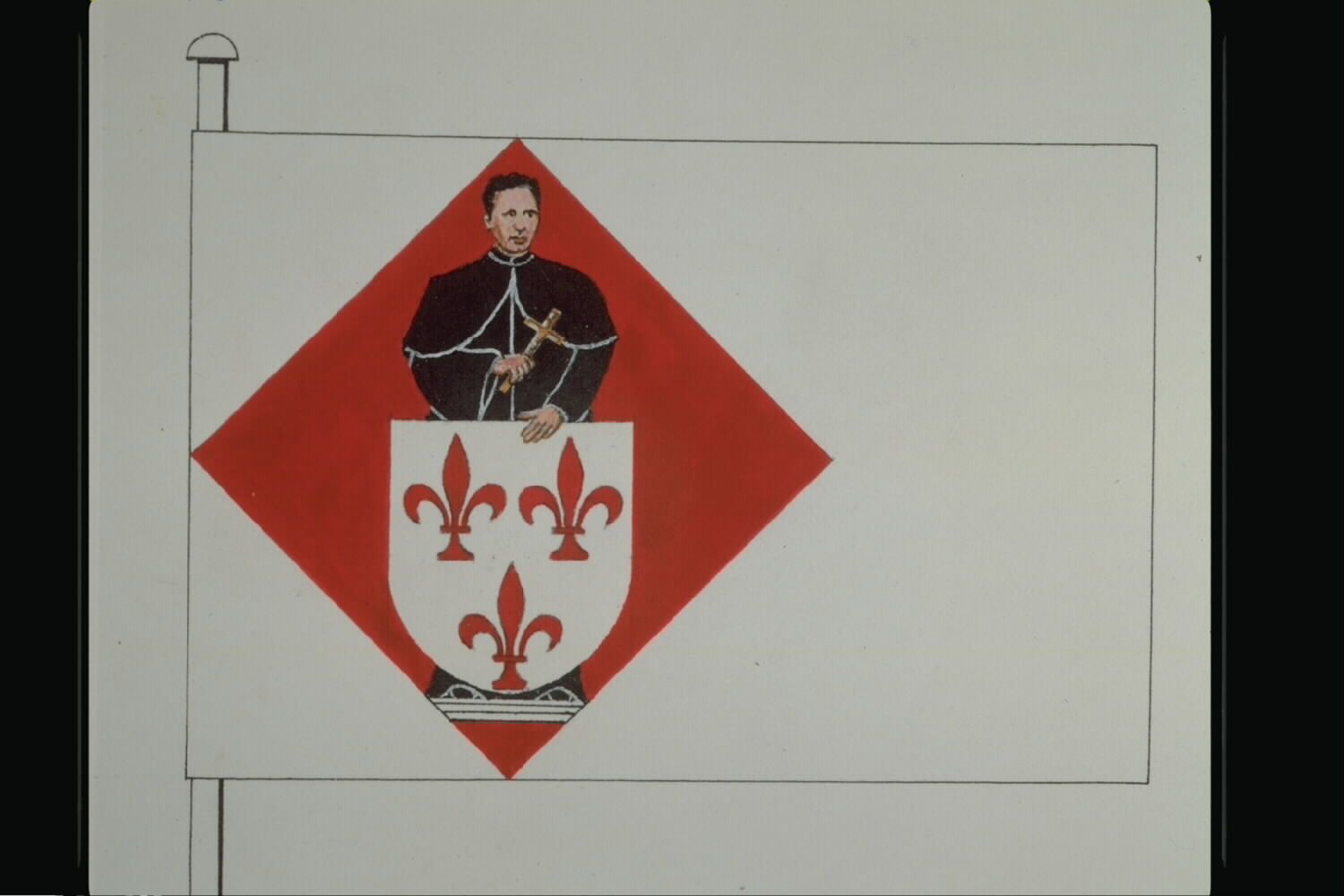
Officiële tekening van de vlag